# Sikenica (řeka)
Sikenica je řeka na jižním Slovensku, která protéká územím okresů Banská Štiavnica a Levice. Jde o významný levostranný přítok řeky Hron, má délku 45 kilometrů a je tokem IV. řádu.
Pramení v Štiavnických vrších, na západním úpatí Šementlova (746,6 m), v nadmořské výšce cca 650 m n. m., na katastrálním území obce Vysoká.
Od pramene teče nejprve na jihozápad, u horárně Štampoch napájí malou vodní nádrž, do které zprava ústí potok Štampoch a řeka se stáčí na jih. Vstupuje do Podunajské pahorkatiny, do podcelku Ipeľská pahorkatina, zleva přibírá potok Roháč (360,6 m n. m.), opětovně se stáčí na jihozápad, zprava přibírá Uhlišský potok a následně z téže strany přítok od Veľkého Veterníka (756,9 m n. m.). Rozšiřuje své koryto a pokračuje na jih. Teče přes Bohunice, kde zprava přibírá Pukanský potok a za obcí další levostranný přítok z oblasti Chlievisk.
Jižně od obce vytváří oblouk, zprava přibírá bezejmenný přítok (241,0 m n. m.), později také zprava Myšpotok a začíná výrazněji meandrovat. Protéká obcí Bátovce, zleva přibírá vodnější Jabloňovku, pokračuje okolo osady Jalakšová a po překonání několika meandrů se dostává k obci Žemberovce, kde zleva přibírá Žemberovský potok (205,4 m n. m.).
Znovu teče více jihozápadním směrem a vtéká do Horšianské doliny, kde se hluboko vřezává do andezitového podloží a vytváří několik zaklesnutých meandrů. Nedaleko obce Kmeťovce, v horní části doliny, přibírá z pravé strany Devičianský potok a ve střední části doliny protéká okrajem obce Horša. Před obcí Krškany opouští dolinu a následně touto obcí protéká.
Dále se tok postupně vyrovnává, teče jižním směrem přes Kalinčiakovo, rekreační oblast Margita-Ilona a nedaleko obce Mýtne Ludany přibírá zleva Čankovský potok. V blízkosti obce Hontianska Vrbica se křižuje s korytem vodního kanálu Perec, zprava přibírá Teler (139,4 m n. m.). Západně od obce Zbrojníky přibírá zleva další kanál a koryto se prudce stáčí nejprve na západ a po přibrání svého nejvýznamnějšího přítoku, pravostranné Podlužianky (137,5 m n. m.), na jih. Na katastrálním území obce Šarovce ústí v nadmořské výšce přibližně 137 m n. m. do Hronu.